# Эль-Маядин (район)
Маядин или Эль-Маядин (араб. الميادين‎) — город на востоке Сирии, расположенный на территории мухафазы Дайр-эз-Заур.

## География
Район находится на юго-востоке Сирии. На севере и востоке граничит с районом Дейр-эз-Зор, на юге с районом Абу-Камаль, а на западе с мухафазой Хомс.

## Административное деление
Район разделён на 3 нахии.
| Нахия      | Административный центр | Население (2004 г.), чел. | Карта |
| ---------- | ---------------------- | ------------------------- | ----- |
| Эль-Маядин | Эль-Меядин             | 86 091                    |       |
| Дибан      | Дибан                  | 65 079                    |       |
| Эль-Ашара  | Эль-Ашара              | 96 001                    |       |